# World Checklist Myrtaceae
World Checklist Myrtaceae (abreviado World Checkl. Myrtaceae) es un libro con ilustraciones y descripciones botánicas que fue escrito por el botánico belga Rafaël Herman Anna Govaerts y publicado en el año 2008.